# Spider-Man: Brand New Day (película)
Spider-Man: Brand New Day (Spider-Man: Un nuevo día en Hispanoamérica) es una próxima película de superhéroes estadounidense basada en el personaje de Marvel Comics Spider-Man, coproducida por Columbia Pictures y Marvel Studios, y distribuida por Sony Pictures Releasing. Está destinada a ser parte del Universo cinematográfico de Marvel (UCM) y la cuarta película de las películas de Spider-Man en el UCM. La película será dirigida por Destin Daniel Cretton de un guion de Chris McKenna y Erik Sommers, y se espera que esté protagonizada por Tom Holland como Peter Parker / Spider-Man, junto a Zendaya, Jacob Batalon, Sadie Sink, Liza Colón-Zayas, Jon Bernthal, Mark Ruffalo, Michael Mando, y Tramell Tillman.
Sony estaba desarrollando una cuarta película de Spider-Man del UCM para agosto de 2019, junto con No Way Home. La productora Amy Pascal reveló en noviembre de 2021 que se pretendía que fuera la primera de una nueva trilogía de películas de Spider-Man de Holland, y que la historia comenzaría en diciembre. McKenna y Sommers regresaron como guionistas de las películas anteriores para febrero de 2023, Cretton fue contratado para dirigir en octubre de 2024 y el título se anunció en marzo de 2025. El rodaje está programado para comenzar en agosto de 2025 en Pinewood Studios,  Inglaterra, con rodaje en exteriores en Glasgow, Escocia.
Spider-Man: Brand New Day está programada para estrenarse en los Estados Unidos el 31 de julio de 2026, como parte de la Fase Seis del UCM.

## Reparto
- Tom Holland como Peter Parker / Spider-Man:
Un exvengador que adquirió habilidades arácnidas tras ser mordido por una araña radiactiva.[1] Tras el hechizo del Dr. Stephen Strange al final de Spider-Man: No Way Home (2021), el mundo olvidó que Peter Parker es Spider-Man y ahora se concentra en proteger la ciudad de Nueva York del crimen callejero.[2]
- Zendaya como Michelle "MJ" Jones-Watson: La excompañera de clase y exnovia de Parker[3]
- Jacob Batalon como Ned Leeds: El exmejor amigo de Parker[3]
- Sadie Sink [4]
- Liza Colón-Zayas[5]
- Jon Bernthal como Frank Castle / Punisher:
Un justiciero que busca combatir el submundo criminal por cualquier medio necesario, sin importar cuán letales sean los resultados[3] El productor Kevin Feige dijo que el personaje tendría una "tonalidad diferente" en la película en comparación con sus apariciones anteriores en el MCU, que se inclinan más hacia sus acciones violentas de lo que la clasificación de esta película permitiría.[6]
- Mark Ruffalo como Bruce Banner / Hulk: Un vengador y un científico genio que, debido a la exposición a la radiación gamma, se transforma en un monstruo cuando se enfurece o se agita.[7]
- Michael Mando como Mac Gargan / Escorpión: Un criminal que fue capturado por Spider-Man y arrestado en la película Spider-Man: Homecoming (2017)[7]
- Tramell Tillman[8]

Además, se espera que Charlie Cox repita su papel del UCM como Matt Murdock / Daredevil, un abogado ciego con sentidos sobrehumanos de Hell's Kitchen, Nueva York, que lleva una doble vida como justiciero enmascarado y fue el abogado de Parker en No Way Home

## Producción

### Desarrollo

#### Interés y retraso en la escritura
En agosto de 2019, se informó que Sony Pictures estaba desarrollando una cuarta película de Universo cinematográfico de Marvel (UCM) Spider-Man junto con la tercera, Spider-Man: No Way Home (2021). Más tarde ese mes, Sony anunció que haría No Way Home sin la participación de Marvel Studios y su presidente Kevin Feige, como lo hicieron con Spider-Man: Homecoming (2017) y Spider-Man: Far From Home (2019), después de que las negociaciones para actualizar el acuerdo de producción entre las dos compañías fracasaran. Después de una reacción negativa de los fanáticos a este anuncio, Sony y la empresa matriz de Marvel Disney volvió a las negociaciones y anunció un nuevo acuerdo a finales de septiembre que permitía a Marvel Studios y Feige producir No Way Home para Sony con la productora Amy Pascal. En febrero de 2021, la estrella Tom Holland dijo que No Way Home era la última película de su contrato con Sony y Marvel, pero que esperaba seguir interpretando a Peter Parker / Spider-Man en el futuro. Zendaya, que interpreta a Michelle "MJ" Jones-Watson en el MCU, dijo en julio que no sabía si se haría otra película de Spider-Man del UCM. Se estaba tratando como el final de una franquicia que comenzó con Homecoming. Dijo que cualquier otra película de Spider-Man del MCU sería diferente de la primera trilogía y presentaría un cambio de tono.
En noviembre de 2021, Holland dijo que no estaba seguro de si debía seguir haciendo películas de Spider-Man y que sentía que habría hecho algo mal si todavía interpretara al personaje a sus treinta años. Expresó su interés en una película centrada en la versión de Spider-Man de Miles Morales en lugar de Parker. A pesar de esto, Pascal esperaba seguir trabajando con Holland en futuras películas de Spider-Man, y dijo que el trabajo en la primera película de una nueva trilogía estaba a punto de comenzar. The Hollywood Reporter informó que Sony aún no tenía planes oficiales para más películas de Spider-Man del MCU, pero el estudio esperaba continuar su colaboración con Marvel Studios. Holland dijo que no sabía sobre los planes para futuras películas de Spider-Man, pero que se estaban discutiendo algunas "cosas muy, muy emocionantes" y que sentía que la franquicia tenía un futuro brillante. El mes siguiente, agregó que había logrado lo que quería con el personaje y estaba listo para despedirse del papel si no terminaba protagonizando otra película, pero que le entristecería dejar la franquicia. Pascal expresó su esperanza de que la asociación entre Sony y Disney durara para siempre, y Feige prometió que no volvería a romperse como sucedió durante el desarrollo de No Way Home. Dijo que Parker, interpretado por Holland, regresaría en otra película del MCU en algún momento, y confirmó que había comenzado a discutir la historia de la próxima película de Spider-Man con Pascal, Sony y Disney. Esto continuaría a partir de la "decisión trascendental" de Parker al final de No Way Home de hacer que todos se olviden de quién es.
En abril de 2022, cuando el director de la serie Jon Watts renunció como director de la película de Fantastic Four (2025) de Marvel Studios, Sony esperaba que Watts regresara para la próxima película de Spider-Man. Un mes después, el director ejecutivo y presidente de Sony Pictures Tom Rothman confirmó que esperaba que "todo el grupo" de las películas anteriores regresara, incluidos Watts, Holland y Zendaya. Feige dijo en febrero de 2023 que tenían una historia para la película con "grandes ideas" y que los escritores habían comenzado a trabajar en ella, pero esto se suspendió en mayo debido a la huelga del Sindicato de Guionistas de Estados Unidos de 2023. Pascal dijo que el trabajo en la película se reanudaría después de que terminara la huelga. Holland dijo que había estado involucrado en reuniones sobre la película y que estas también se habían suspendido debido a la huelga de guionistas. Estaba contento con el razonamiento creativo que se había propuesto para explicar por qué se debería hacer una cuarta película, pero estaba preocupado por el estigma que rodea a las cuartas películas en las franquicias y sintió que "habían logrado un gran éxito con nuestra primera franquicia y hay una parte de mí que quiere irse con la cabeza en alto y pasarle la posta" a otro actor.

#### Reiniciando trabajo activo
La huelga de guionistas terminó a fines de septiembre, y Holland confirmó en noviembre que las discusiones sobre la película se habían reanudado. Afirmó que solo regresaría para una cuarta película si "hacía justicia al personaje". El periodista Jeff Sneider informó en enero de 2024 que Marvel Studios estaba buscando un director, y se estaba considerando a Watts, Drew Goddard y Justin Lin. Chris McKenna y Erik Sommers estaban escribiendo la película después de trabajar en las tres películas anteriores de Spider-Man, mientras que se esperaba que Holland y Zendaya regresaran. Se esperaba que el rodaje comenzara en 2025, pero Sneider informó en marzo de 2024 que estaba programado para comenzar en septiembre u octubre de ese año y esto había provocado que el rodaje de la tercera temporada de Euphoria (2019-presente) se retrasara, para adaptarse a la agenda de Zendaya. Variety informó que todavía se estaba trabajando en el guion y que no había director ni fecha de filmación establecidos. Se esperaba que el rodaje se llevara a cabo en el Reino Unido. En abril, Holland dijo que les estaban dando a los escritores el tiempo que necesitaban para trabajar en el guion luego de la huelga de escritores. Añadió que "siempre querría hacer películas de Spider-Man" y que le debía su carrera a la franquicia, pero reiteró que quería asegurarse de que la próxima película se hiciera de la manera correcta para preservar el legado de la trilogía anterior. Pudo tener más participación en la historia de la cuarta película porque participó en el proceso creativo mucho antes que en las películas anteriores de Spider-Man. En julio de 2024, Feige dijo que se enviaría un borrador de la película "relativamente pronto", y que Watts podría no estar disponible para dirigir debido a su apretada agenda con otros proyectos. Watts finalmente decidió no dirigir la película.

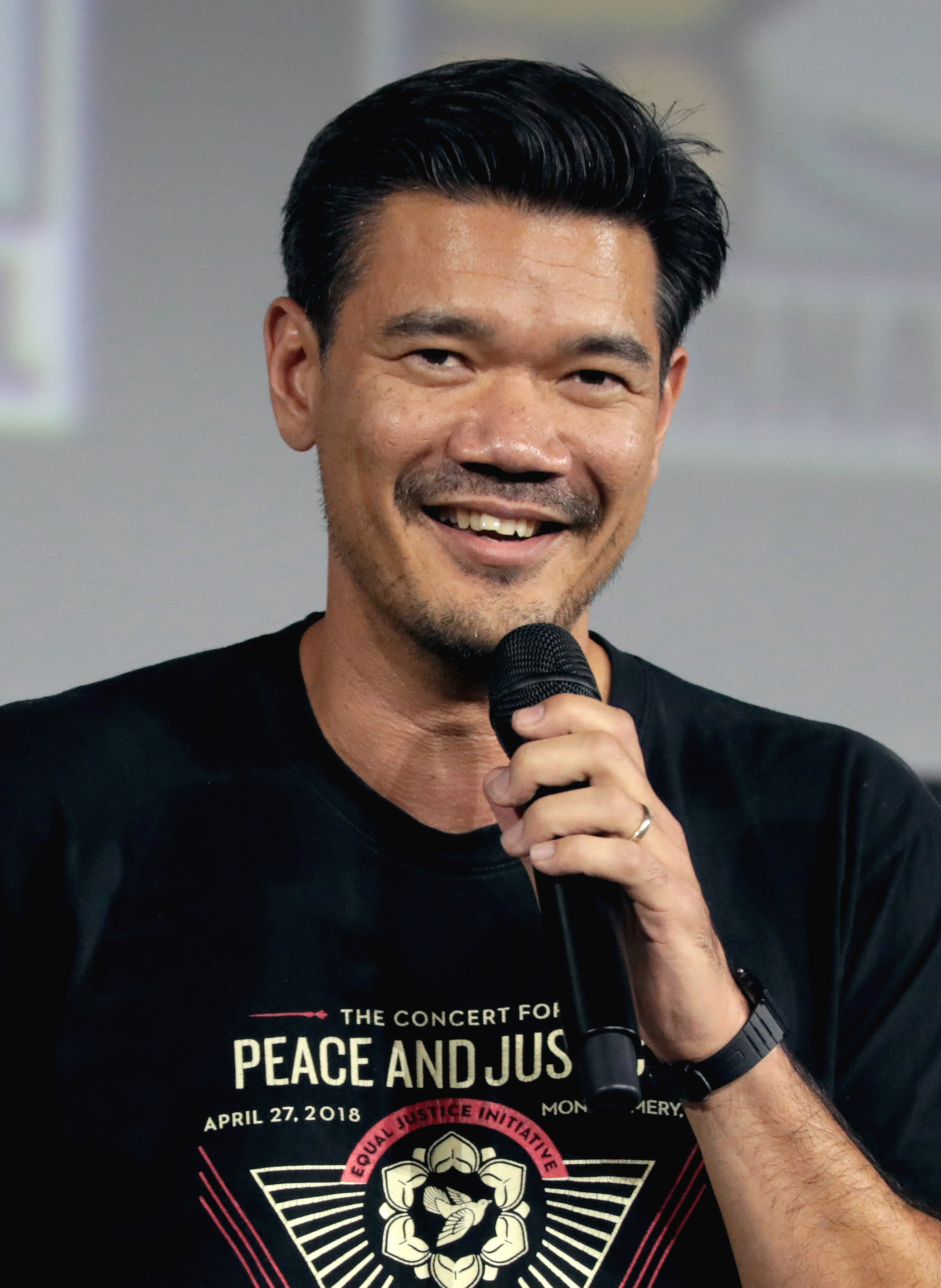
Destin Daniel Cretton fue contratado para dirigir la película después de su trabajo en varios otros proyectos para Marvel Studios

Tras seguir trabajando en el guion, los estudios comenzaron a reunirse con directores. Destin Daniel Cretton era la principal opción para dirigir en septiembre de 2024, cuando se encontraba en las primeras negociaciones. Cretton dirigió la película Shang-Chi y la leyenda de los Diez Anillos (2021) para Marvel Studios y firmó un contrato general con ellos en diciembre de 2021 que incluía la dirección de una secuela de esa película y el desarrollo de la serie de Disney+ Wonder Man (2025). Cretton también fue contratado para dirigir la película crossover del UCM Avengers: The Kang Dynasty en julio de 2022, pero renunció en noviembre de 2023 debido a retrasos en el cronograma. Esa película fue posteriormente reelaborada en Avengers: Doomsday (2026). Se decía que la cuarta película de Spider-Man era la prioridad para Marvel Studios sobre una secuela de Shang-Chi. También en septiembre de 2024, se confirmó que McKenna y Sommers escribirían la película, se informó que Holland y Zendaya estaban en conversaciones para regresar y se esperaba que el rodaje comenzara a principios de 2025. Sneider informó una fecha de estreno planificada para 2026 y cuestionó el alcance del papel de Zendaya en comparación con las películas anteriores de Spider-Man debido a su apretada agenda en 2025 filmando la tercera temporada de Euphoria y una tercera película de Dune. En octubre, Holland dijo que estaba emocionado después de leer un borrador del guion con Zendaya, aunque sentía que aún necesitaba trabajo. Dijo que uno de los desafíos fue encajar en el plan general del UCM y describió el cronograma necesario como "una tarea difícil, pero definitivamente alcanzable con el fantástico equipo que tenemos trabajando ahora". Añadió que el rodaje comenzaría a mediados de 2025, cumpliendo con sus compromisos con Doomsday y la película La Odisea (2026). Zendaya ya no necesitaba compaginar el rodaje de la próxima película de Dune, que se había retrasado hasta principios de 2026. Poco después de los comentarios de Holland, se confirmó que él y Cretton habían firmado para la cuarta película de Spider-Man. Su lanzamiento estaba previsto para el 24 de julio de 2026.
Para noviembre de 2024, no estaba claro si Zendaya repetiría su papel en la película después de unirse a Holland en The Odyssey. Sneider informó que no se esperaba que el rodaje comenzara hasta finales de 2025 o principios de 2026 y que existía la posibilidad de que la fecha de estreno se retrasara hasta 2027 como resultado, en parte porque Sony no planeaba estrenarla el mismo año que la película animada Spider-Man: Beyond the Spider-Verse, que se esperaba que estuviera lista para su estreno en 2026 en ese momento; Beyond the Spider-Verse se programó posteriormente para su estreno en 2027. En diciembre, Sneider informó además que el papel de Zendaya se había reducido drásticamente debido a su agenda, con el rodaje programado de junio a octubre de 2025 entre la tercera temporada de Euphoria y la tercera película de Dune. También informó que Charlie Cox estaba programado para repetir su papel como Matt Murdock / Daredevil de No Way Home y otras películas del UCM; se incluyeron simbiontes alienígenas en el guion; se presentaría un nuevo grupo de compañeros de clase de Parker; y se esperaba que Sacha Baron Cohen apareciera como Mefisto, un papel que también se creía que interpretaría en la miniserie de Disney+ Ironheart (2025).

### Preproducción
En febrero de 2025, se confirmó que el rodaje comenzaría a mediados de 2025 en Londres, y la fecha de estreno se retrasó una semana, hasta el 31 de julio de 2026, para distanciarla del estreno de The Odyssey a principios de ese mes. Variety informó que aún no estaba claro si Zendaya regresaría para la película, mientras que Deadline Hollywood informó que sí lo haría, pero que su contrato aún no se había cerrado. Sadie Sink fue elegida para un papel importante en marzo, tras los rumores de que podría interpretar a Jean Grey, el personaje de los X-Men, en el UCM. En el panel de la CinemaCon de Sony a finales de mes, Holland y Cretton anunciaron el título Spider-Man: Brand New Day, derivado de la historia del cómic de 2008 Brand New Day. Holland describió la película como un "nuevo comienzo" tras el final de suspense de No Way Home. Variety informó que se esperaba que Zendaya y Jacob Batalon regresaran, con Batalon retomando su papel de UCM como Ned Leeds, mientras que Sneider informó que la película se desarrollaría simultáneamente con los eventos de Doomsday y no esperaba que Holland apareciera en este último como resultado. Liza Colón-Zayas se unió al reparto en mayo,
Se confirmó que Zendaya y Batalon regresarían en junio de 2025, pero el alcance de sus roles no estaba claro. Se reveló que el rodaje comenzaría ese agosto. Además, se reveló que Jon Bernthal repetiría su papel del UCM de Frank Castle / Punisher en la película. Borys Kit, de The Hollywood Reporter, afirmó que la incorporación de Bernthal indicaba que Brand New Day podría tener una historia más sólida debido a la caracterización y los antecedentes de Punisher, y cuestionó cómo su naturaleza violenta se trasladaría a la franquicia familiar de Spider-Man. Feige confirmó el papel de Bernthal un mes después. Añadió que el final de No Way Home era una promesa al público de que verían a Holland como un "verdadero Spider-Man" por primera vez, con el personaje solo y luchando contra la delincuencia callejera en la ciudad de Nueva York en lugar de lidiar con "eventos catastróficos". Por ello, Marvel quería incluir en la película a otros héroes de la calle con los que el Spider-Man de Holland no había interactuado antes, como Punisher. Feige señaló que este último se presentó en un cómic de Spider-Man, concretamente en The Amazing Spider-Man #129 (1974). Comentó que Cretton tenía ocho o nueve portadas de cómics en la pared del departamento de arte que planeaba recrear en la película, aparentemente incluyendo la portada de The Amazing Spider-Man #129.
Tras los rumores de que Mark Ruffalo repetiría su papel del UCM como Bruce Banner / Hulk en la película, su casting se confirmó con el inicio del rodaje en agosto de 2025. Aaron Couch y Borys Kit de The Hollywood Reporter dijeron que el papel de Ruffalo en la película solo se había "consolidado" a medida que el guión se unía en el período previo al rodaje. Señalaron que las anteriores películas de Spider-Man del UCM presentaron a un coprotagonista importante del UCM: Robert Downey Jr. como Tony Stark / Iron Man en Homecoming, Samuel L. Jackson como Nick Fury en Lejos de casa y Benedict Cumberbatch como el Dr. Stephen Strange en No Way Home, como parte del acuerdo especial entre Sony y Marvel Studios, y compararon esto con los cómics de Marvel Team-Up, que presentan a Spider-Man formando equipo con diferentes héroes. Consideraron que Brand New Day estaba "apostando la suerte" al presentar tanto a Bernthal como a Ruffalo. Este último hizo un cameo en Shang-Chi para Cretton. Holland expresó previamente su interés en un equipo del UCM con Spider-Man y Hulk, disfrutando de una imagen de los cómics de la pareja juntos y creyendo que deberían tener una dinámica de "hermano mayor-hermano menor". Además, Michael Mando iba a repetir su papel como Mac Gargan / Escorpión de Homecoming, siguiendo el adelanto de más historia para el personaje en la escena de mitad de créditos. En agosto de 2025, Tramell Tillman se unió al reparto.

### Rodaje

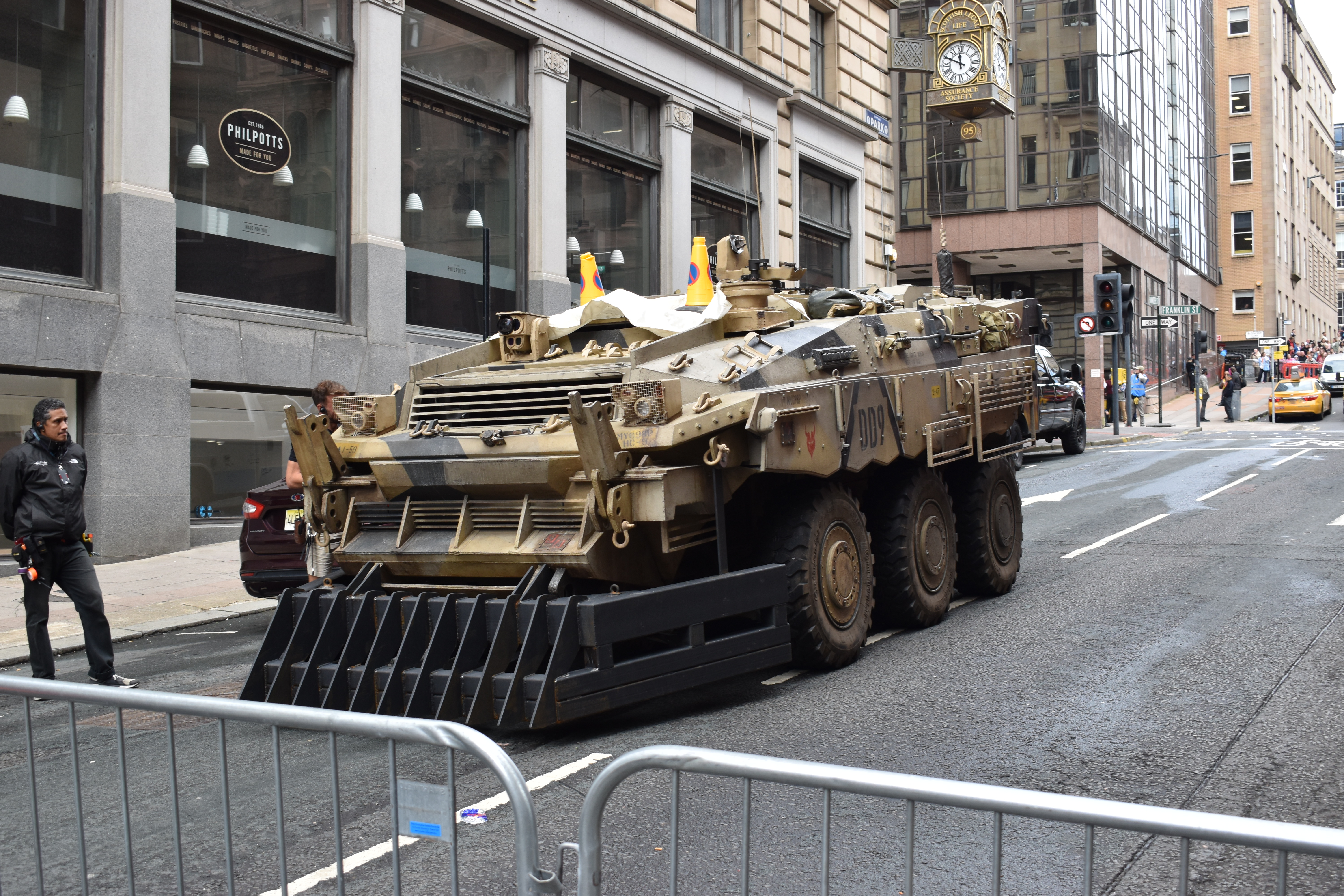
Un vehículo blindado de la película, fotografiado durante el rodaje en Glasgow, Escocia, en agosto de 2025.

La fotografía principal comenzó el 3 de agosto de 2025 en Glasgow, Escocia, bajo el título provisional Blue Oasis, con Brett Pawlak regresando como director de fotografía de muchas de las películas anteriores de Cretton. Se esperaba que el rodaje comenzara a principios de 2025, pero se ajustó para adaptarse a otros compromisos de Holland, incluido el rodaje de La Odisea, que tuvo lugar primero. La producción está programada para unas cuatro semanas en todo el centro de la ciudad de Glasgow, incluyendo Merchant City, George Square y Trongate, para escenas ambientadas en la ciudad de Nueva York, y una de las escenas de acción de la película. Holland estaba entusiasmado por comenzar la fotografía principal con el rodaje en exteriores, recuperando la sensación de haber hecho "Homecoming", después de que la producción de "No Way Home" se limitara a los estudios de sonido debido a la pandemia de COVID-19. Las fotos del set de Glasgow mostraban vehículos blindados con el logo de un demonio rojo. Bradley Russell de Total Film comparó estos logotipos con el símbolo de la pandilla Inner Demons, liderada por Señor Negativo en los cómics, y especuló que Señor Negativo podría aparecer en la película. Paul Trainer, de Glasgow World, informó que el rodaje en Glasgow utilizó un busto de referencia con forma de cabeza de rinoceronte, similar al diseño del personaje de cómic Rhino. El rodaje tuvo lugar en el Brookwood Cemetery en Surrey, Londres, el 7 de agosto. El trabajo de sonido para Brand New Day se llevará a cabo en Pinewood Studios en Buckinghamshire, Inglaterra.

## Marketing
Cretton habló sobre la película en el panel CinemaCon de Sony en marzo de 2025 y Holland apareció a través de un mensaje de video para anunciar el título. Los comentaristas notaron la pertinencia del título considerando que la historia del cómic Brand New Day explora un reinicio del personaje y la historia de Spider-Man después de los eventos de la historia de 2007-2008 One More Day, similar al reinicio de Peter Parker del UCM al final de No Way Home. También se especuló sobre el impacto que los eventos de Doomsday tendrían en la película. Diego Peralta, de ComicBook.com, cuestionó si adaptaría elementos específicos de las historias de los cómics, como el hecho de que Parker hiciera un trato con Mefisto para resucitar a su tía May Parker tras su muerte en No Way Home, o si el título era simplemente una referencia a la nueva vida de Parker. Kevin Erdmann, de Screen Rant, comentó que las historias de One More Day y Brand New Day generaron controversia entre los lectores, en parte porque revertían el desarrollo y las relaciones del personaje de Spider-Man. Consideraba que la película podría seguir una trama similar sin cometer el mismo error.
El 1 de agosto de 2025, conocido como el "Día de Spider-Man", Sony lanzó un adelanto de nueve segundos del nuevo traje de Spider-Man de Holland para la película. Presentaba colores rojo y azul fieles a los cómics, correas en relieve y el mismo diseño tenue de telaraña hexagonal en la tela de los trajes anteriores de Holland.Michael McWhertor de Polygon comparó la red elevada con el traje usado por el ex actor de Spider-Man Tobey Maguire y dijo que la tela era "brillante y texturizada", un contraste con los trajes de alta tecnología anteriores de Holland. James Whitbrook de Gizmodo sintió que el avance indicaba algunos de los "brillo metálico" El "azul" del traje al final de No Way Home se mantendría. Al día siguiente, se publicó un avance de 20 segundos con un vistazo completo a Holland con el traje. Justin Carter, también de Gizmodo, comentó que el mayor cambio, aparte de la telaraña en relieve, era el logo de la araña en el pecho, que es más grande que en las películas anteriores. Carter también destacó el uso del tema de Spider-Man del UCM de Michael Giacchino en el avance. Jordan Moreau, de Variety, comentó que el traje completo se parecía más a los cómics que los trajes anteriores de Holland, mientras que McKinley Franklin, de The Hollywood Reporter, comentó que se parecía a los trajes que usaron Maguire y Andrew Garfield en películas anteriores. Al hablar sobre el nuevo traje para Screen Rant, Andy Behbakht lo comparó con el traje que se presentó al final de No Way Home. Señaló que el guion de No Way Home explica que Parker, interpretado por Holland, se inspiró en los trajes de Maguire y Garfield para diseñar el suyo.

## Estreno

### Cines
Spider-Man: Brand New Day está programado para ser estrenado por Sony Pictures Releasing en los Estados Unidos el 31 de julio de 2026. Anteriormente estaba programado para estrenarse el 24 de julio de ese año, pero se retrasó una semana para que se estrenara dos semanas después de The Odyssey en lugar de una, evitando la competencia por la mayoría de las pantallas IMAX que se esperaba que fueran a The Odyssey durante aproximadamente dos semanas. Disney tenía la intención de estrenar una película no especificada de Marvel Studios en esa fecha inicial de julio, pero la eliminó de su calendario de estrenos en agosto de 2024, lo que le permitió a Sony programar la cuarta película de Spider-Man entonces. Será parte de Fase Seis del UCM.

### Medios domésticos
En abril de 2021, Sony firmó acuerdos con Netflix y Disney por los derechos de su programación de películas de 2022 a 2026, después de las ventanas de cine y medios domésticos de las películas. Netflix firmó con derechos exclusivos de transmisión de "ventana de pago 1", que normalmente es una ventana de 18 meses e incluye futuras películas de Spider-Man después de Spider-Man: No Way Home. Disney firmó con derechos de "ventana de pago 2" para las películas, que se transmitirían en Disney+ y Hulu, así como en las redes de televisión lineal de Disney.